# Tiradentes (Minas Gerais)
Tiradentes – miasto i gmina w Brazylii, w stanie Minas Gerais. Znajduje się w mezoregionie Campo das Vertentes i mikroregionie São João Del Rei.

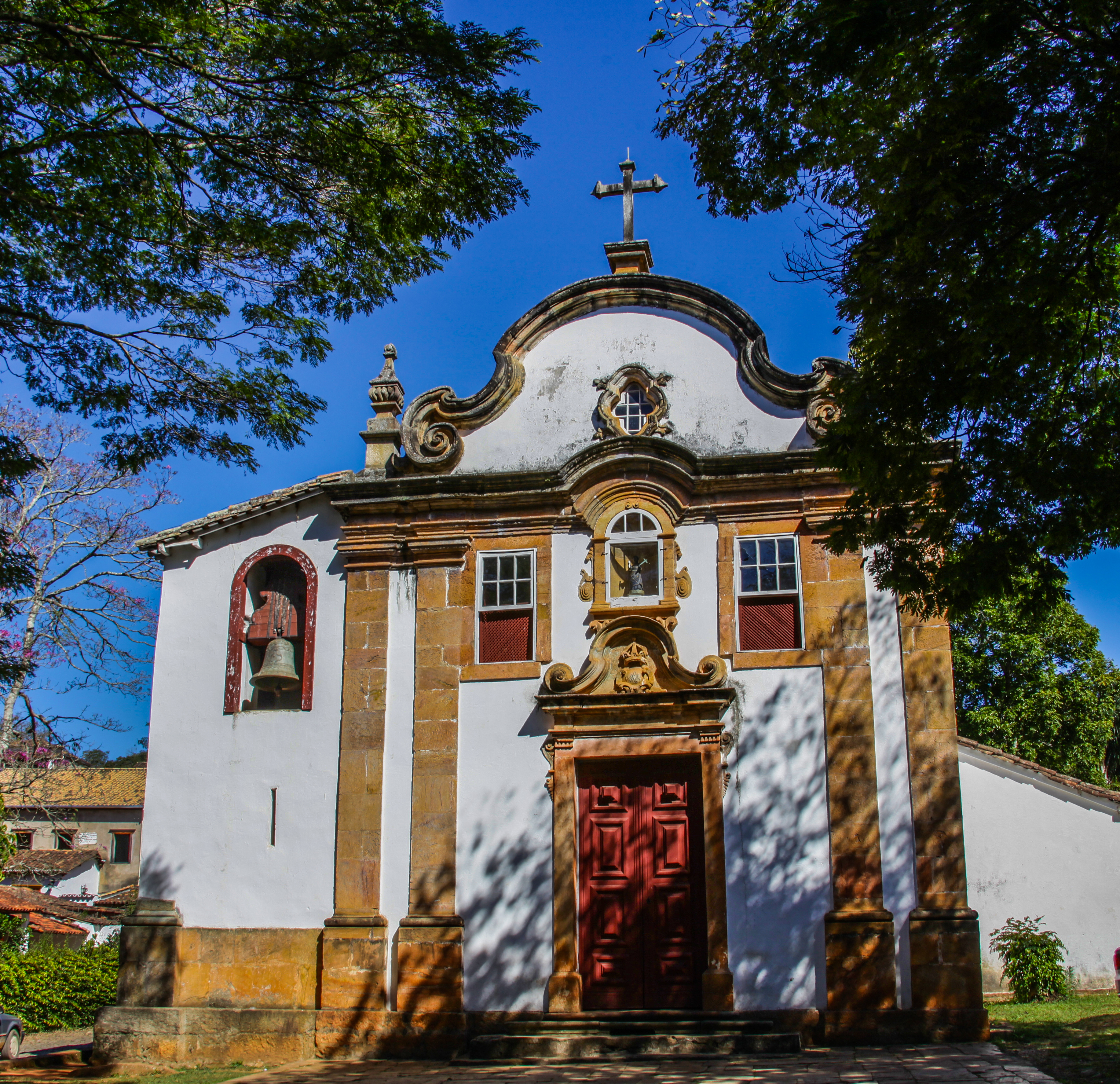
Kościół MB Różańcowej
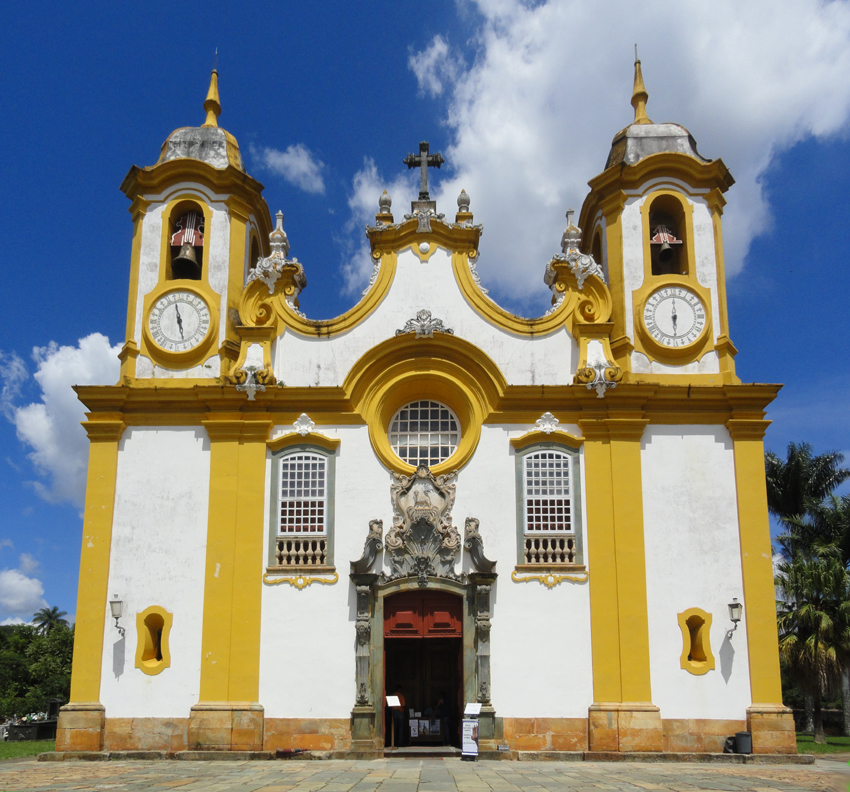
Kościół św. Antoniego
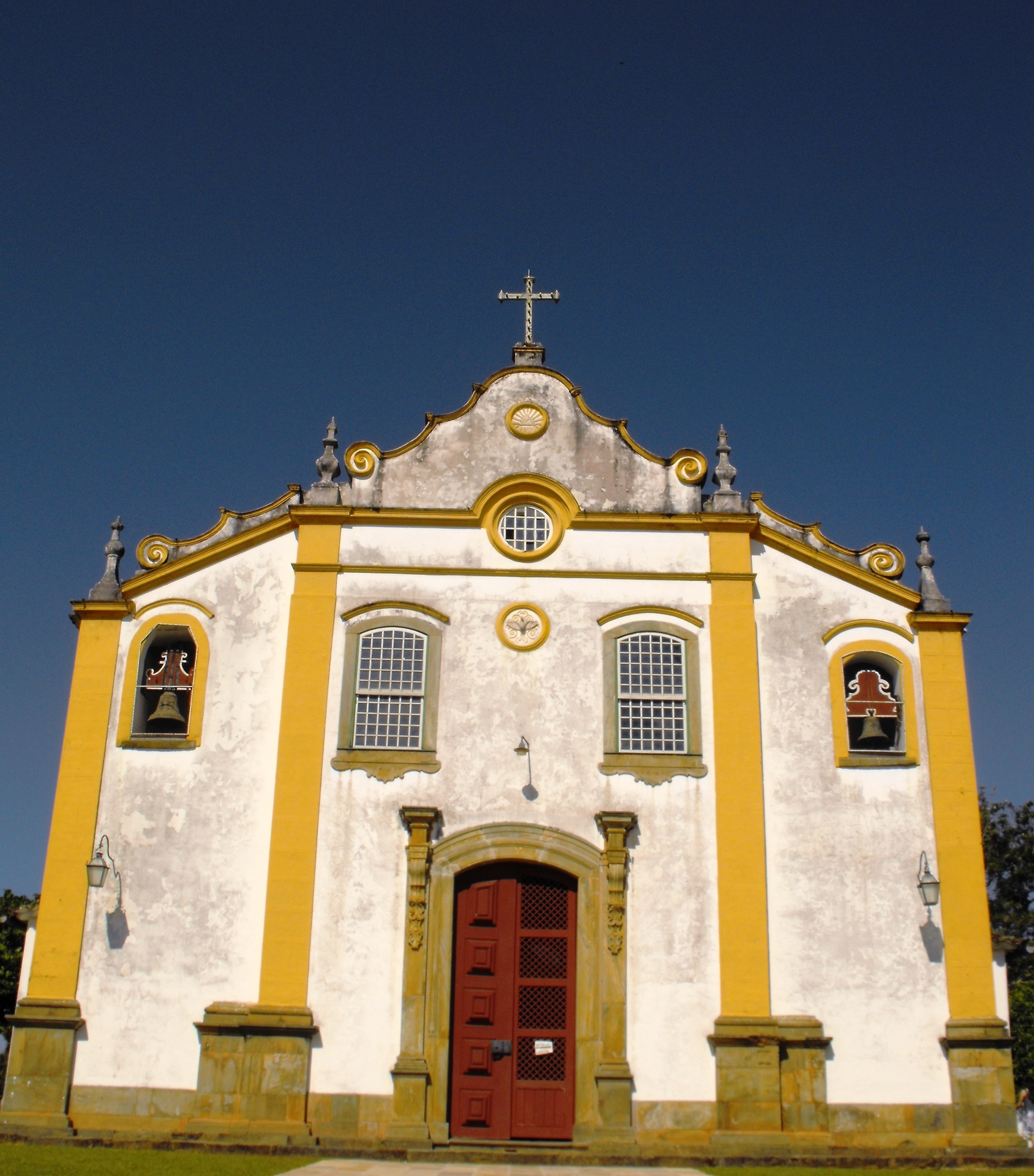
Sanktuarium Świętej Trójcy